# Allium ochotense
Espèce
Classification APG III (2009)
Allium ochotense, l'oignon de Sibérie (en anglais Siberian onion), est une espèce de plante bulbeuse vivace du genre Allium, de la famille des Amaryllidacées. C'est une espèce d'oignon sauvage provenant du nord du Japon, de la Corée, de la Chine, de la  Russie de l'est, ainsi que de l'Attu Island en Alaska.
Certains auteurs considéraient qu’Allium ochotense appartenait à la même espèce que Allium victorialis, mais plus récemment les autorités les ont classés dans une autre espèce,,,,.
Elle a pour synonymes, :
- Allium victorialis var. platyphyllum (Hultén) Makino
- Allium victorialis var. variegatum Nakai ex T.Mori
- Allium victorialis subsp. platyphyllum Hultén
- Allium victorialis var. asiaticum Nakai
- Allium latissimum Prokh.
- Allium ochotense f. variegatum (Nakai ex T.Mori) Nakai
- Allium victorialis f. variegatum (Nakai ex T.Mori) S.O.Yu, W.T.Lee & S.Lee
- Allium wenchuanense Z.Y.Zhu

## Description

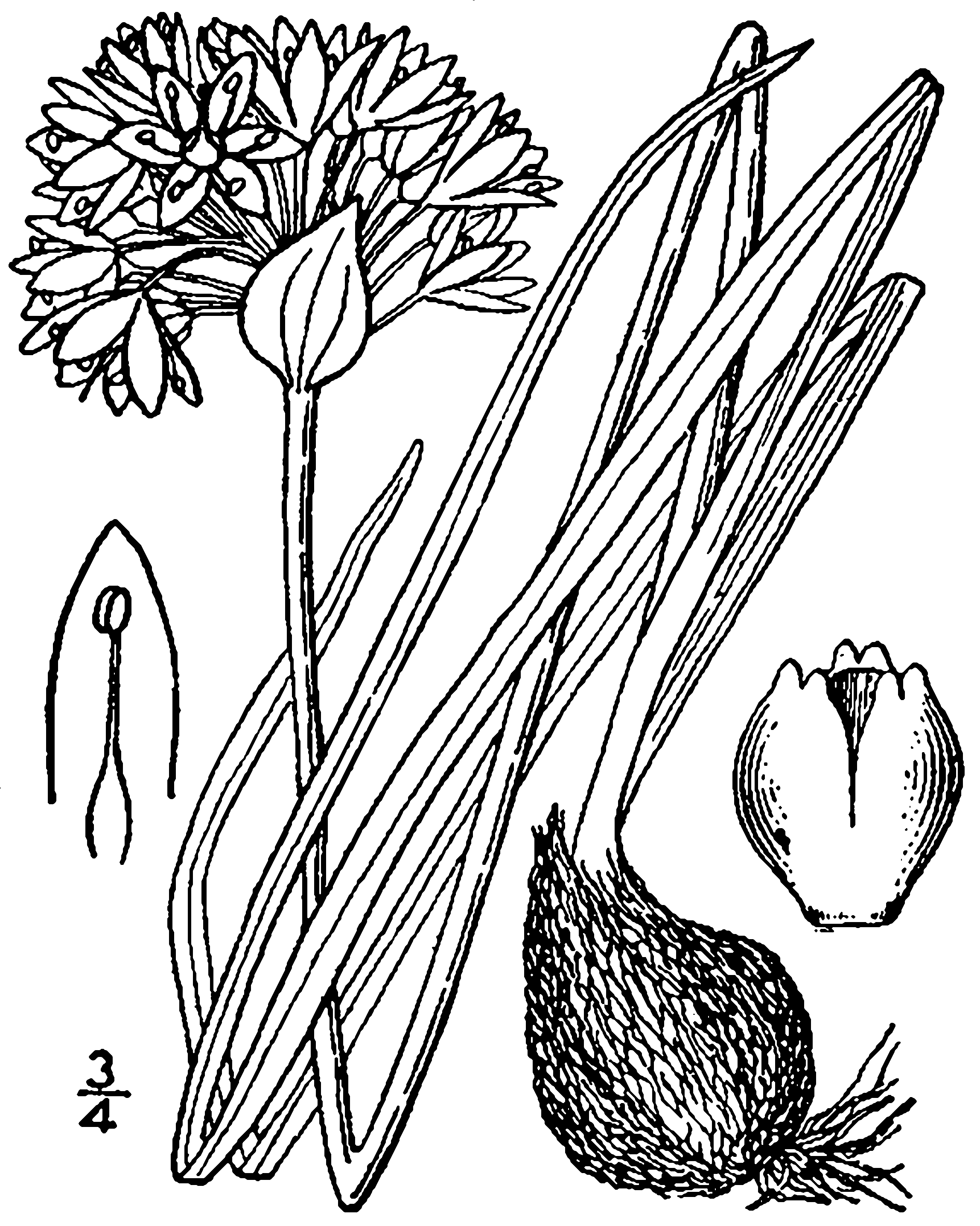
Illustration de 1913.

Allium ochotense mesure de 20 à 30 cm de haut. Son bulbe est entouré d'une tunique brun-grisâtre. Les feuilles (1 à 3) sont glabres, largement elliptiques. Le périanthe vert blanchâtre La plante a une croissance lente et, en plus de la propagation par des graines, a deux systèmes de multiplication végétative; l’un est le tallage et l’autre est les bulbilles ».
La plante dégage une odeur d'ail (allicine) qui semble plus intense que celle de l'ail lui-même.

## Étymologie
Allium est l’ancien nom latin de l'ail.
L'épithète spécifique ochotense a été donné par Yarosláv Ivánovich Prokhánov (Яросла́в Ива́нович Проха́нов, 1902-1965), un botaniste soviétique, systématicien, géographe, généticien, Docteur en biologie et professeur. Il a probablement été nommé en référence à la région d’Okhotsk en Russie, un endroit où cette espèce est connue.

## Habitat
Allium ochotense est présent dans le bassin du fleuve Amour, il a pour origine l’Oblast de l'Amour, le Kraï de Khabarovsk, Primorye (régions de Sibérie), et dans l'ile de Sakhaline et les Îles Kouriles en Extrême-Orient russe. En Chine, il pousse en Mongolie intérieure et dans les provinces de Heilongjiang, Jilin, Liaoning, Hebei, Henan, Anhui, Hubei, Zhejiang, Shaanxi, Shanxi, Gansu et Sichuan). Il est aussi présent en Corée, dans l'Île d’Ulleung, dans les hautes montagnes (plus de 1 000 m) de la péninsule coréenne, y compris le Mont Paektu, et au Japon à Hokkaido et Honshu, dans les colonies de Hokkaido jusqu’à la région de Kinki (Préfecture de Nara), dans les zones humides boisées de conifères et mixtes en terrain subalpin. L’aire de répartition de la plante s’étend jusqu’aux États-Unis, mais Allium ochotense ne pousse naturellement que sur Attu, l’île la plus occidentale de l'archipel des Aléoutiennes. Il y a des colonies sur l’île Unalaska, mais on pense qu’elles ont été introduites.

## Culture
À partir de 1990 environ, il a été cultivé à Hokkaido et dans les régions enneigées du côté est de Honshū. Des épidémies de maladies des plantes ont été signalées sur ces cultures d'oignons. Il faut environ quatre ans entre le semis et la récolte.

### Cultivars
Au département d’agriculture de l’Université d'Utsunomiya, le groupe de recherche dirigé par le professeur adjoint Nobuaki Fujishige < 藤重宣昭→ a développé un hybride d'Allium ochotense ×A. tuberosum (ciboule de Chine), qu’ils ont surnommé 行者菜 (gyōjana). Il ressemble à la ciboulette et à l’ail en apparence, mais hérite du trait à tige épaisse d'Allium victorialis, et comme la ciboule de Chine, peut être récolté au bout d'un an. Il est commercialisé sur le marché à Nagai et Yamagata depuis 2008.

## Chimie
Les chercheurs ont identifié les disulfures de 1-propényle et la vinyldithiine comme composés odorants. Les agents odorants spécifiques comprennent : le « disulfure d’allyle méthyle (odeur de ciboulette chinoise), le disulfure de diallyle (odeur semblable à celle de l’ail), le disulfure de diméthyle et trisulfure d’allyle méthyle (odeur semblable à celle des cornichons) ».

## Utilisations

### Culinaire

#### Chine
En Chine, son nom est donné comme gecong ((zh)) ou 'shancong' ((zh)). Son utilisation n’est peut-être pas répandue. Une seule source mentionne que les Jiarongic (minorité) récolte les « feuilles tendres et déployantes » qu’ils sèchent au soleil et servent lors d’occasions spéciales.

#### Japon
Le nom japonais ギョウジャニンニク/行者葫 (gyōja ninniku) signifie littéralement « un ail qu’un gyōja utilise comme nourriture, » : un gyōja est un moine ou un laïc engagé dans une formation ascétique en plein air (cf. shugyō (修行), Shugendō). Une grande partie de son habitat se trouve dans des réserves naturelles telles que les parcs nationaux.
Il est par conséquent considéré comme un rare sansai (légume récolté à l’état sauvage), et atteint des prix élevés sur le marché.

##### Ethnobotanique
L’oignon de Sibérie est une plante alimentaire importante  pour le peuple indigène Aïnou du Japon. En langue aïnou, il est appelé « pukusa »,, kitobiru, ou (puisque « biru / hiru » est un mot japonais pour les plantes de type oignon), simplement kito. L’oignon de Sibérie est utilisé à Hokkaido pour la recherche de nourriture du début à la mi-mai. Les Aïnous cueillent traditionnellement les feuilles (mais pas le bulbe entier), qui sont hachées et séchées pour une utilisation future. La plante peut être utilisée par les Aïnous dans la soupe salée appelée ohaw (オハウ), ou dans le ratashkep (rataskep) (ラタシケプ), décrit comme un type de ragoût utilisant plusieurs ingrédients, ou un plat où les ingrédients sont jetés dans l’huile grasse.
De nos jours, la tige des feuilles peut être conservée en trempant dans de la sauce soja, ou les feuilles fraîches peuvent être transformées en ohitashi (étuvées et servies nature ou avec une saveur dashi, transformées en gyōza (boulettes autocollantes), ou mélangées dans une omelette de type tamagoyaki. Les jeunes feuilles démêlées avec une tige d’environ 1 cm ont une saveur et un parfum riche et sont particulièrement prisées
En outre, les tiges étant blanchies en culture avant d' être commercialisées ont gagné en popularité.
Un certain nombre de plantes non comestibles ou toxiques peuvent être confondues avec Allium victorialis au Japon, et ces cas signalés de consommation et de maladie comprennent: Veratrum album (en japonais : baikeisō), Veratrum stamineum (ko-baikeisō), Colchicum autumnale (inu-safuran) et muguet[Lequel ?]. L’odeur différente devrait permettre de le distinguer.

#### Corée

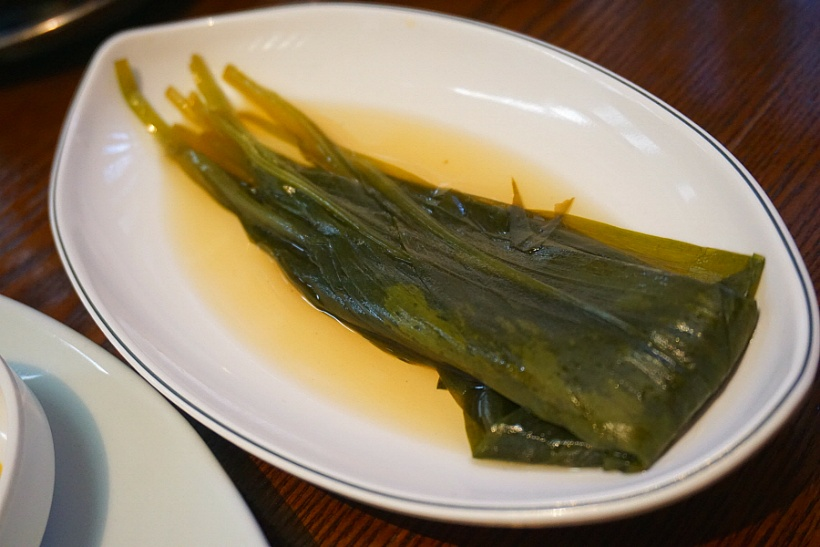
Myeongi-jangajji (feuilles d’oignon de Sibérie marinées).

En Corée, les A. ochotense et A. microdictyon sont appelés sanmaneul (산마늘, « ail de montagne »). Alors que le nom officiel de A. ochotense est Ulleung sanmaneul (울릉산마늘, «  Ulleung Island ail des montagnes »), le nom le plus couramment utilisé par  Peuple coréen est 'myeongi' (명이), dont la forme romanisée (avec oignon de Sibérie) est un nom anglais de la plante. Myeongi est aussi appelé myeonginamul (명이나물), car il est considéré comme un namul (légume).
'Myeongi est une spécialité de l’île d’Ulleung, où les feuilles poussent plus larges et plus robustes.
Les feuilles et le bulbe écailleux de myeongi sont le plus souvent consommés comme plat d’accompagnement de type namul, ou comme légume ssam pour un repas samgyeopsal (poitrine de porc grillée). Myeongi est également consommé mariné comme plat d’accompagnement de type jangajji, ou utilisé comme dernier ingrédient dans dak-gomtang (« soupe d’os de poulet »).

#### Sibérie
En Sibérie, les jeunes pousses sont mangées,.

### Médicinal

#### Japon
Au Japon, le pukusa ou oignon sibérien a été utilisé comme remède populaire chez les Aïnous. Par exemple, il est administré comme diurétique pour traiter les blocages urinaires liés à certains troubles de l’estomac.

#### Corée
Dans la médecine traditionnelle coréenne, le « myeongi » était considéré comme une herbe chauffante, une stomachique et une désintoxifiante. En tant qu’herbe, il a été utilisé pour traiter les indigestions, les brûlures d’estomac, les petits abcès, et les piqûres et morsures d’insectes d'insectes venimeux. La graine a été utilisée pour traiter les émissions nocturnes.

### Magique
Au Japon, le folklore aïnou soutenait qu’en raison de son odeur, l’oignon sibérien était capable de repousser les maladies. Lorsqu’une épidémie éclatait, l’oignon était laissé suspendu aux entrées du village ou suspendu à l’avant-toit de chaque maison.

## Galerie

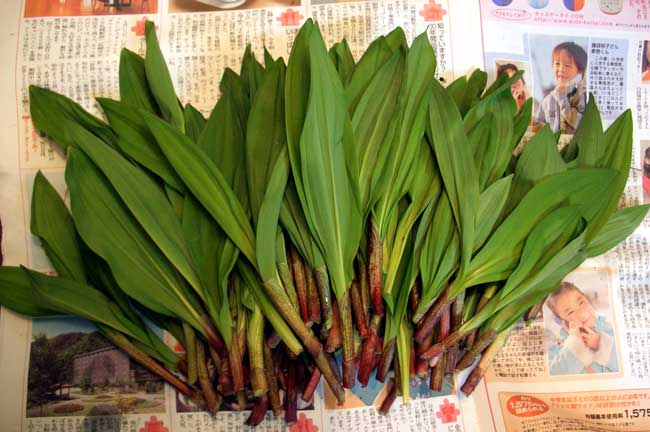
A. ochotense (Hokkaidō).
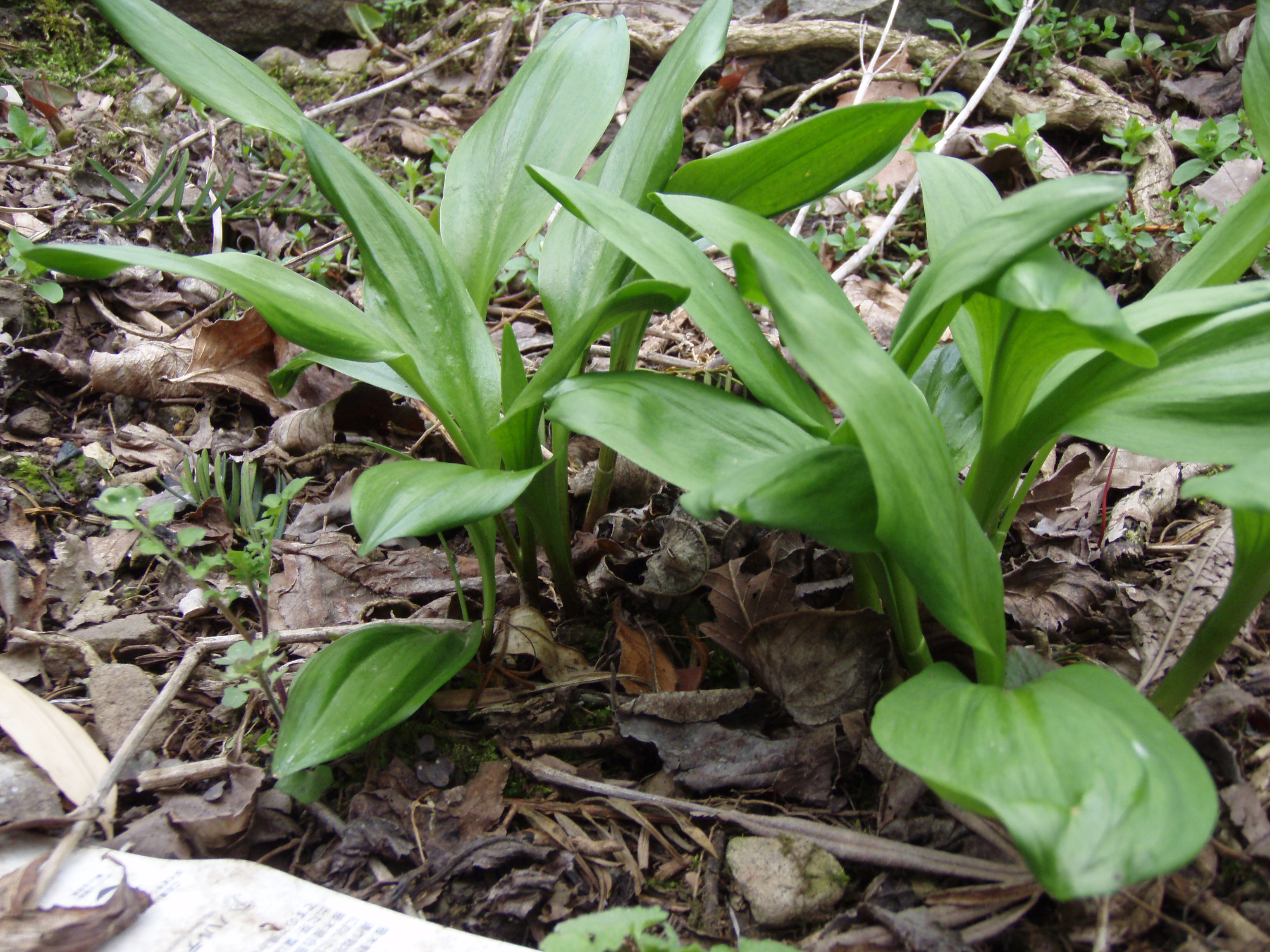
A. ochotense (Nagano).